# Hampton (Iowa)
Hampton is een plaats (city) in de Amerikaanse staat Iowa, en valt bestuurlijk gezien onder Franklin County.

## Demografie
Bij de volkstelling in 2000 werd het aantal inwoners vastgesteld op 4218. In 2006 is het aantal inwoners door het United States Census Bureau geschat op 4221, een stijging van 3 (0,1%).

## Geografie
Volgens het United States Census Bureau beslaat de plaats een oppervlakte van 11,1 km², geheel bestaande uit land.

## Plaatsen in de nabije omgeving
De onderstaande figuur toont nabijgelegen plaatsen in een straal van 20 km rond Hampton.